# 王凤卿
王凤卿（1883年—1956年），名祥臻，又名奉卿，字仁斋，号喜翁。祖籍江苏清江浦（今淮安市境内），生于北京，清末京剧老生演员，京剧教育家。
他是为京剧大师王瑶卿之弟，初习武生，后从贾鹃川、李顺亭习老生。演出于四喜班，后又得汪桂芬指点，亲授《取成都》、《硃砂痣》等剧。得其神髓，以汪派老生著名。曾为“内廷供奉”在清宫演出，长期与梅兰芳合作演出。中华人民共和国成立后，在中国戏曲学校任教。拿手戏有《文昭关》、《取成都》、《珠砂痣》、《鱼藏剑》、《取帅印》、《华容道》等。子王少卿，为著名琴师。曾居住在北京市宣武区大外廊营、韩家潭（今韩家胡同）、大马神庙（今培英胡同）、椿树胡同（今属柏树胡同）。